# چریوموشکینو
چریوموشکینو (به لاتین: Cheryomushkino) یک منطقهٔ مسکونی در روسیه است که در سرزمین آلتای واقع شده‌است.